# Antonina Grigorjewna Iwanowa
Antonina Grigorjewna Iwanowa (russisch Антонина Григорьевна Иванова, englisch Antonina Ivanova; * 25. Dezember 1932 in Taganrog, RSFSR, Sowjetunion als Antonina Waschtschenko russisch Ващенко, englisch Vashchenko; † 23. März 2006 in Moskau) war eine sowjetische Leichtathletin, die sich auf das Kugelstoßen spezialisiert hatte.

## Sportliche Laufbahn
Erste internationale Erfahrungen sammelte Antonina Iwanowa vermutlich im Jahr 1970, als sie bei den Halleneuropameisterschaften in Wien mit einer Weite von 17,54 m den sechsten Platz im Kugelstoßen belegte. Im Jahr darauf gewann sie bei den Halleneuropameisterschaften in Sofia mit 18,69 m die Bronzemedaille hinter ihrer Landsfrau Nadeschda Tschischowa und Margitta Gummel aus der DDR. Zudem belegte sie im August bei den Freiluft-Europameisterschaften in Helsinki mit 18,80 m den vierten Platz. 1972 gewann sie bei den Halleneuropameisterschaften in Grenoble mit 18,54 m die Silbermedaille hinter ihrer Landsfrau Nadeschda Tschischowa und im Sommer gelangte sie bei den Olympischen Sommerspielen in München mit 18,28 m im Finale auf den neunten Platz. Im Jahr darauf gewann sie bei den Halleneuropameisterschaften in Rotterdam mit 18,25 m die Bronzemedaille hinter der Tschechoslowakin Helena Fibingerová und Ludwika Chewińska aus Polen. Sie blieb bis ins hohe Alter in der Masters-Altersklasse aktiv und hielt auch einige Altersklassen-Weltrekorde, ehe sie 2006 im Alter von 73 Jahren verstarb.
1971 wurde Iwanowa sowjetische Meisterin im Kugelstoßen.